# كارلي (باد كاليه)
كارلي، باد كاليه (بالفرنسية: Carly, Pas-de-Calais)‏ هي بلدية تقع في إقليم باد كاليه من منطقة نور با دو كاليه في شمال فرنسا. تبلغ مساحة هذه المدينة 6.31 (كم²)، وترتفع عن سطح البحر 27 م، يبلغ عدد سكانها 525 نسمة حسب إحصاء المعهد الوطني للإحصاء والدراسات الاقتصادية سنة 2009 م. وترأس Aimé Herduin البلدية خلال فترة (2008-2014).